# Israelische Davis-Cup-Mannschaft
Die israelische Davis-Cup-Mannschaft ist die Tennisnationalmannschaft Israels. Der Davis Cup ist der wichtigste Wettbewerb für Nationalmannschaften im Herren-Tennis, analog zum Fed Cup bei den Damen.

## Geschichte
Seit 1949 nimmt Israel am Davis Cup teil. Das beste Ergebnis erzielte die Mannschaft im Jahr 2009, als man nach Siege über Schweden und Russland bis ins Halbfinale vorstieß. Dort war gegen Spanien jedoch Endstation, das Spiel ging 1:4 verloren. Erfolgreichster Spieler ist Shlomo Glickstein mit 44 Siegen, der mit 24 Teilnahmen gleichzeitig gemeinsam mit Andy Ram Rekordspieler seines Landes ist.